# 圣米迦勒金顶修道院
圣米迦勒金顶修道院（羅馬化：Mykhaylivs'kyi zolotoverkhyi monastyr'）是乌克兰首都基辅的一座修道院，位于第聂伯河西岸，圣索非亚大教堂的东北方。这一地点位于一个名为上城的历史行政区划。
圣米迦勒金顶修道院始建于中世纪由斯维亚托波尔克二世·伊贾斯拉维奇建造，修道院包括大教堂、圣约翰餐厅（建于1713年）、经济门（Ekonomichna vrata，建于1760年）和钟楼（建于1716–1719年）。建筑的外观在18世纪重建时改为乌克兰巴洛克风格，而内部保持了原来的拜占庭建筑风格。大教堂在1930年代被苏联政府拆除，乌克兰独立后得以重建。

## 历史

### 11到19世纪
一些学者不相信伊贾斯拉夫一世·雅罗斯拉维奇大公（教名为德米特里）在基辅上城圣索非亚大教堂附近最早建造了圣德米特里修道院和教堂。据记载半个世纪后，他的儿子斯维亚托波尔克二世·伊贾斯拉维奇建造了一座以自己的主保圣人天使长米迦勒命名的修道院教堂（1108–1113年）。建造教堂的一个原因可能是斯维亚托波尔克二世新近击败了游牧的钦察人，而天使长米迦勒被认为保佑了战士们和战斗的胜利。 

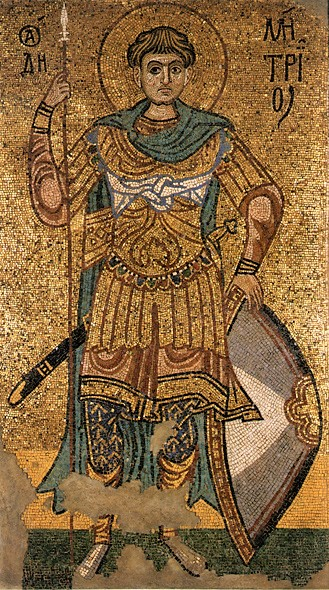
斯维亚托波尔克二世在修道院大教堂安放德米特里的镶嵌画以颂扬他父亲的主保圣人

这座修道院被当做了斯维亚托波尔克的家庭修道院，其家庭成员正是安葬于此。（同样，他的竞争对手弗拉基米尔·莫诺马赫则捐助Vydubychi修道院）。这座大教堂的穹顶可能是基辅罗斯第一个镀金的穹顶，随着时间的推移，修道院的绰号“金色穹顶”或“金色屋顶”变得固定了下来。
1240年蒙古人入侵罗斯时，这座修道院据信被严重损毁，蒙古人毁坏了大教堂，移走了它的镀金穹顶。这座修道院后来陷于荒废，在后来的两个半世纪中没有文献记载。到1496年，这座修道院得到恢复，名称从圣德米特里修道院变成了圣米迦勒修道院，得名于斯维亚托波尔克二世建造的大教堂。这座修道院在16世纪经过了多次重建和扩建，逐渐成为乌克兰最富裕的修道院之一。1620年，Iov Boretsky 使其成为重设的基辅都主教的驻地，在1633年，Isaya Kopynsky 被任命为这座修道院的院长。
在这期间，这座修道院得到了哥萨克酋长们和其他施主的赞助。吸引朝圣者的主要是圣巴巴拉的圣物，据称是1108年由斯维亚托波尔克二世·伊贾斯拉维奇的妻子从君士坦丁堡带到基辅，保存在哥萨克酋长伊萬·馬澤帕捐赠的一个银质的圣骨匣内。虽然在18世纪后期大部分修道院都改为俗用，但是到19世纪和20世纪这里还住着240名修士。1800年以后，这座修道院成为切尔尼戈夫主教的住所。修道院内设有一所领唱人学校，许多杰出的作曲家，如Kyrylo Stetsenko和Yakiv Yatsynevych都在这所学校任教或学习。
1870年，大约10万名朝圣者来到圣米迦勒修道院朝拜圣巴巴拉。在1917年俄国革命之前，在圣米迦勒修道院制造和祝福的戒指，称为圣巴巴拉戒指，在基辅市民中非常流行，常被用作带来幸运，根据民间的信仰，有时还用来抵御魔法，并且对防备严重疾病和突然死亡有效。这些信念提到了这座修道院没有受到 1710年到1770年黑死病流行和19世纪霍乱流行的影响的事实。

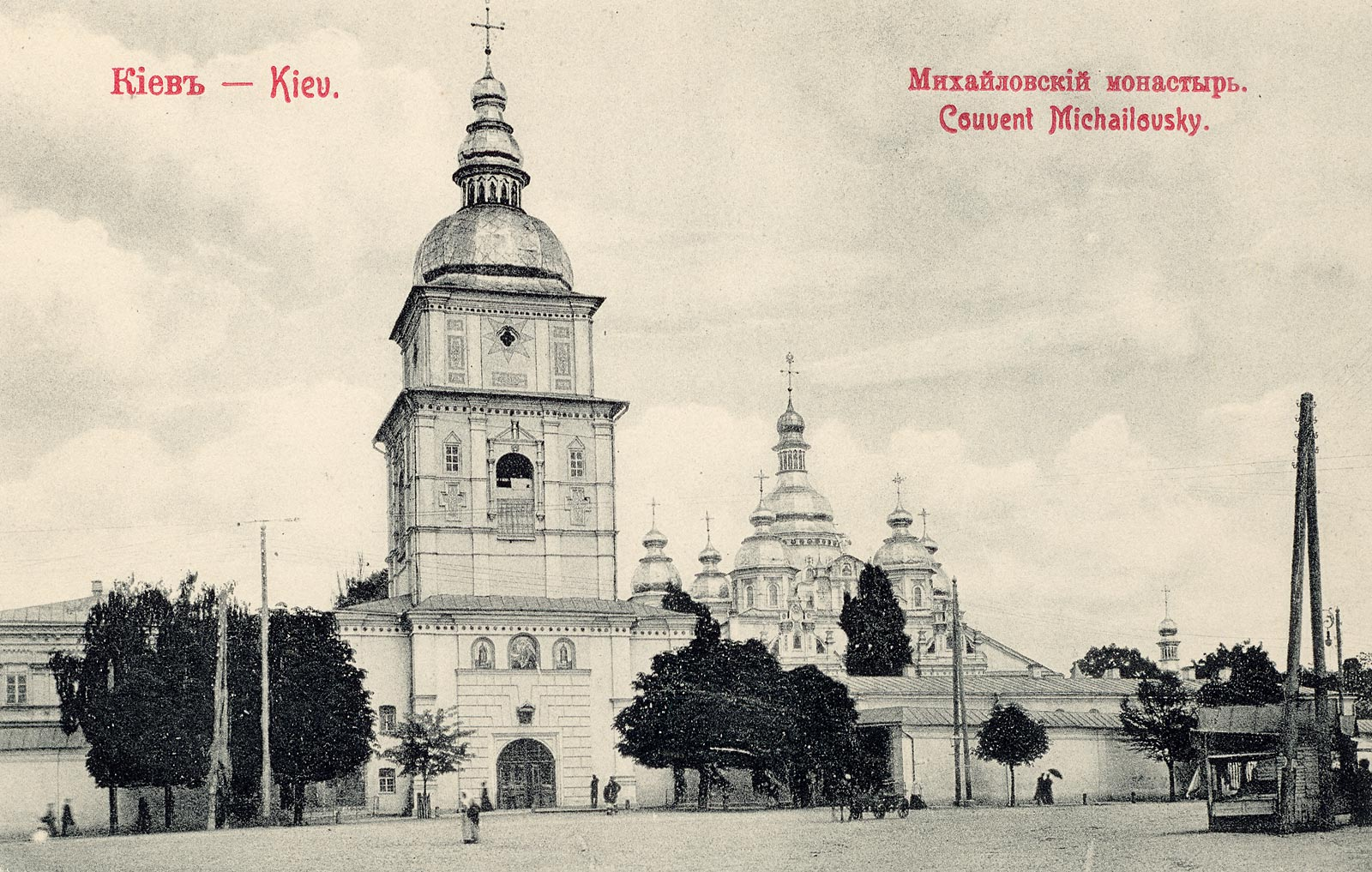
20世纪初的金顶修道院

### 大教堂和钟楼的拆除：1934–1936
1930年代上半叶，苏联的各种出版物对这座大教堂的年代进行质疑。这些出版物强调，中世纪的建筑已经经过了重大的改建，原来的拜占庭式教堂只有极少的部分保存了下来。这一波的质疑导致了修道院被拆除，代之以乌克兰苏维埃社会主义共和国新建的行政中心（原先在哈尔科夫）。在拆除（1934年6月8日到7月9日）之前，刚刚经历过大清洗的乌克兰科学院物质文化研究所的T.M. Movchanivskyi 和 K. Honcharev仔细研究了这座建筑。根据他们的调查结果显示，这座大教堂主要是属于乌克兰巴洛克风格，而不是12世纪以前的风格，因此不值得保留，因为它缺乏历史和艺术价值。这一结论支持苏联当局拆除整个修道院的计划。当地历史学家、考古学家和建筑师同意拆除修道院，尽管不情愿。只有一位教授尼古拉·马卡连科，拒绝签字同意拆迁行为，他后来死在苏联的监狱。
1934年6月26日，移走12世纪拜占庭镶嵌画的工程开始。工程由列宁格勒艺术学院镶嵌画系加以实施。专家们被迫在迫在眉睫的拆除之前匆忙地从事工作，因此不能完成全部工程。虽然在从大教堂的墙上移走镶嵌画时非常小心，但是不能相信迁移镶嵌画完全可靠。
留下的镶嵌画，面积有45平方米，被分开保存在埃尔米塔日博物馆、特列季亚科夫画廊和俄羅斯博物館。其余留下的镶嵌画被安放在基辅圣索非亚大教堂的二楼，不向游客展示。那些留在基辅的镶嵌画在第二次世界大战期间被纳粹带到德国。战争结束后，它们落入美国手中，后来回到了莫斯科。
1935年春天，这座修道院的金色穹顶遭到拆毁。大教堂的银质皇家大门，伊凡·马泽帕的银质圣骨匣（重2普特）和其他贵重物品出售到国外或简单地加以摧毁。Hryhoryi的五层聖幛也从大教堂移走（后来摧毁）。圣巴巴拉的圣物被转移到十一奉献教堂，该教堂也被拆除后，又在1961年转移到圣沃洛德梅尔大教堂。
在1936年春天和夏天，大教堂的外壳和钟楼用矽藻土炸藥炸毁。修道院的经济门（Ekonomichna Brama）和围墙也被摧毁。拆除以后，内务人民委员部在遗址上对贵重物品进行了彻底的搜寻。
在过去的修道院地基上唯一建成的建筑物，建于第二次世界大战之前，目前用作乌克兰外交部。准备兴建的第二座建筑物（首都中心），计划修建在大教堂的原址上，但是到1938年春天计划被搁置，因为政府对提交的设计方案感到不满意。这座建筑未能成为现实。
拆除一段时间以后，大教堂的遗址变成了体育运动场地，包括网球和排球的球场。圣约翰餐厅则用作更衣室。

### 保存与重建：1963–2004
1963年8月，这座拆除了巴洛克塔楼的修道院残存的餐厅被列为乌克兰苏维埃社会主义共和国的建筑类名胜古迹。1973年，基辅市议会在市内划定了几处“考古保护区”，其中包括这座修道院周围区域。但是，被拆除的大教堂遗址被排除在提议的历史考古公园博物馆“古代基辅”之外。
在1970年代，乌克兰建筑师 I. Melnyk, A. Zayika, V. Korol,和工程师 A. Kolyakov 制定了重建圣米迦勒修道院的规划。但是，这些规划只有到1991年苏联垮台之后才得到重视。
1991年乌克兰获得独立后，拆毁这座修道院被视为一项罪行，开始有声音呼吁全面重建这座作为乌克兰文化遗产重要部分的修道院。1997–1998年，这些规划得到批准和实施，于是大教堂和钟楼交还给乌克兰东正教会基辅教区。这一遗址主要的考古学家Yuriy Ivakin说，重建之前，挖掘遗址时，找到了超过260件有价值的古代史前器物。此外，古代大教堂仍完好无损的一部分，今天成为大教堂地下室的一部分。 
得到了基辅当局的支持，建筑师-修补者 Y. Lositskiy 等人重建了石墙的西部。接下来重建的是钟楼，这时成为一个瞭望台。原来的奏乐套钟被新的电子乐钟取代，一套乐钟总计共有40个，播放乌克兰著名作曲家的旋律。这座大教堂最后重建和装饰了一套木制巴洛克肖像，是过去的镶嵌画和壁画的复制品，以及乌克兰艺术家的新作品。
重建的圣米迦勒金顶修道院于1999年5月30日正式开放。但是内部装饰、镶嵌画和壁画直到2000年5月28日才完成。2001年，祝圣了附属的圣巴巴拉礼拜堂和圣凯瑟琳礼拜堂。在此后的四年中，经过乌克兰和俄罗斯政府之间历时数年乏味的讨论，来自原来这座大教堂的29幅镶嵌画中的18幅镶嵌画以及其他艺术品从莫斯科回到了这里。不过，到2006年末，这座修道院其余的壁画也从圣彼得堡的埃尔米塔日博物馆回到了基辅。它们得到特别保护，由市政当局而不是教会团体所有。

## 建筑

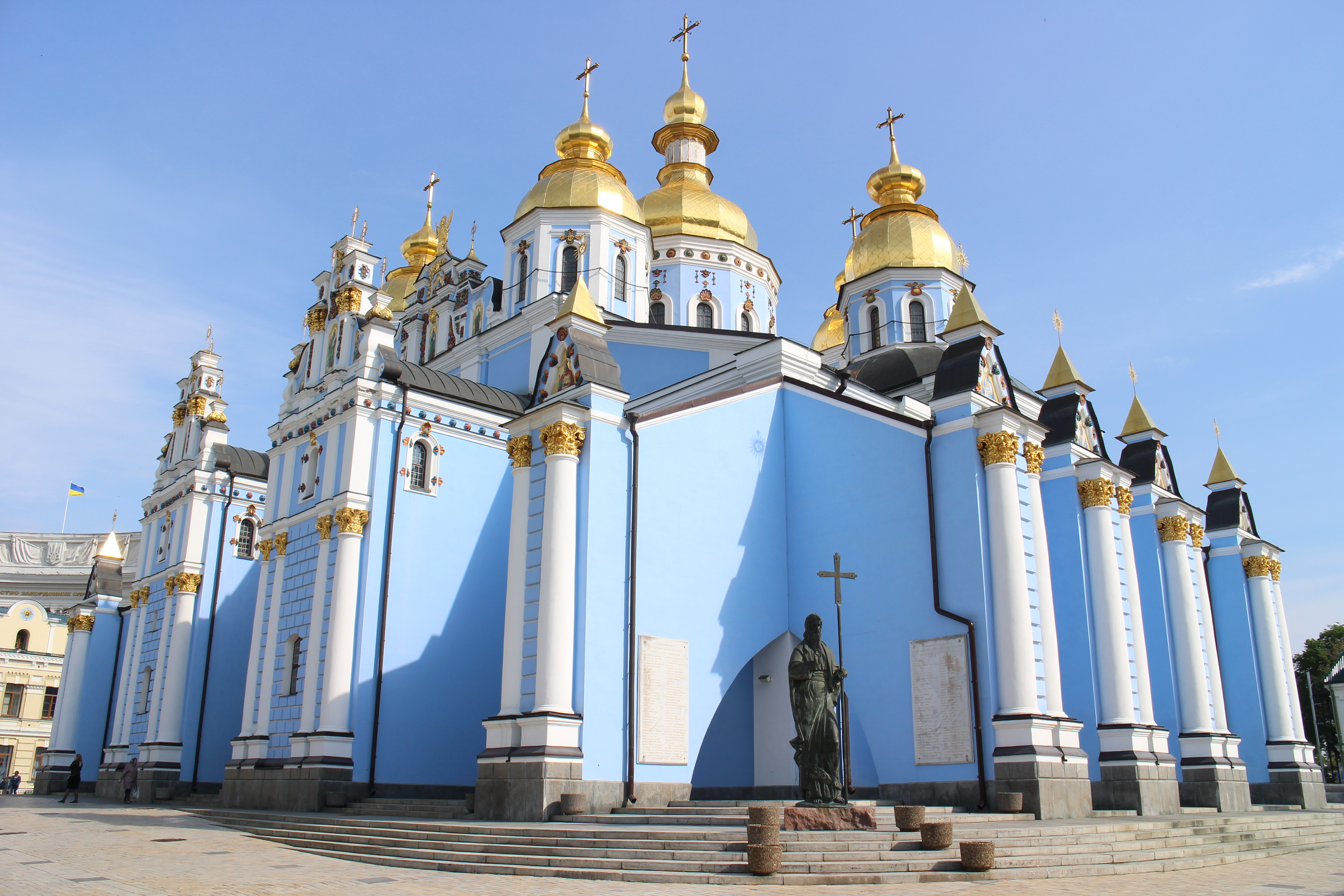
圣米迦勒金顶大教堂

圣米迦勒金顶修道院的宗教建筑吸收了拜占庭和巴洛克时期流行的各种建筑风格的元素。圣米迦勒金顶大教堂是这座修道院的主要教堂，根据斯维亚托波尔克二世·伊贾斯拉维奇的命令，兴建于1108–1113年。这座大教堂是圣德米特里修道院三座教堂中最大的一座。
古代的大教堂模仿了基辅洞穴修道院的圣母升天大教堂。它使用了基辅罗斯时代盛行的希腊十字平面、六根柱子，和三个后殿半圓頂。一座小型教堂，可能是洗礼堂，毗邻大教堂的南部。还有一座带有楼梯的塔楼通往唱经楼；它包含在前厅的北部，而没有从主体部分突出，这在当时非常常见。看起来这座大教堂只有一个穹顶，实际上还有两个较小的穹顶隐藏在塔楼和洗礼池下面。内部装饰过分的丰富，布满闪光的高品质镶嵌画，是基辅罗斯最好的。
这座中世纪教堂在17世纪末和18世纪初改建为乌克兰巴洛克风格，这座大教堂得到了扩建，和戏剧性的翻建。到1746年，它有了新的巴洛克外观，而内部则保持了原来的拜占庭风格。原来唯一的穹顶上，又增加了6个穹顶，而对墙壁增加的压力则通过兴建扶壁来加以抵消。留下的中世纪围墙，覆盖了一层石灰岩或扁砖，再用灰泥覆盖。Ivan Hryhorovych-Barskyi则负责四周的窗户和灰泥装饰。
在教堂内部，有错综复杂的五层圣障，捐献者是哥萨克酋长帕夫洛·斯特洛帕德斯基，制作者是来自切尔尼戈夫的Hryhoryi Petriv，安装于1718年。在18世纪和19世纪，内墙上几乎所有原来的拜占庭镶嵌画和壁画都被覆盖。19世纪末，对于一些未被覆盖的镶嵌画和壁画进行了修复工作。但是，没有对墙进行重要和认真的研究，因此有可能中世纪的壁画或镶嵌画还保存在后来的石膏外套下面。
这座修道院的餐厅是一座长方形砖砌建筑，内设修士的食堂和厨房、储藏室。其东侧毗邻圣约翰教堂。外部被壁柱分为数段，显露出周围的窗子，使人想起传统的莫斯科建筑。这座餐厅修建于1713年，以取代过去的木构建筑。其内部曾在1827年到1837年进行了大修，在1976–1981年又进行了修复工作。这座修道院的钟楼为三层，修建于1716–1720年，顶部是一个梨形的穹顶。